# Kunvári Bella
Kunvári Bella, férjezett Tóth Lászlóné (Budapest, 1895. május 9. – Budapest, 1979. április 19.) fogorvos, nőmozgalmi aktivista, műgyűjtő.

## Élete
Édesapja Kunvári (Kunstädter) Fülöp (1840–1911) út- és vasútépítő mérnök, a Magyar Numizmatikai Társaság alapító tagja és pénztárosa, illetve hosszú ideig Budapest törvényhatósági bizottságának tagja, édesanyja Aranyosi (Goldmann) Mária (1864–1916) volt. Öt testvére született, köztük Kunvári Lilla szobrász- és éremművész és Kunvári Györgyike (Forró Pál felesége).
1912-ben a Budapesti IV. kerületi Községi Felsőbb Leányiskola és Leánygimnázium tanulójaként érettségizett. A következő évtől a Budapesti Tudományegyetem hallgatója lett. 1918 nyarán a Karlsbad-i cukorbeteg szanatóriumban dolgozott Erényi Jenő nagyváradi professzor munkatársaként. 1919-ben szerezte meg orvosi oklevelét. Ezután a Klinika pszichológiai intézetébe került. Később egy évig dolgozott Adolf Strümpell (1853–1925) professzornál, a traumatikus neurózis, a pszichés trauma elmélet első kidolgozójánál. 1919–1920-ban a Lipcsei Egyetemen tanult. Húgával együtt a Galilei Kör tagjai lettek. Hazatérése után fogorvossá képezte ki magát a József-utcai katonai fogászaton, ahol nyolc évig dolgozott. Ezzel egyidejűleg a klinikán az akkoriban még viszonylag újnak számító fogszabályozásra specializálódott.
A szakmai tanulmányok után magánrendelőt nyitott az Andrássy úton. Számos író, költő tartozott a páciensei közé, akikkel jó viszonyt ápolt. 1924 februárjában Balogh Vilma Üllői úti irodalmi szalonjában egy asztalon találta meg József Attila Nem én kiáltok című verses füzetet, aminek hatása alá került. Ekkor kezdődött barátsága, majd szerelmi viszonya a költővel. Több vers és levél címzettje volt Bella, amelyek ma a Petőfi Irodalmi Múzeum gyűjteményét gazdagítják.
1926-ban három hónapot töltött az Amerikai Egyesült Államokban, ahol tapasztalatokat gyűjtött és kapcsolatokat épített. Két évvel később többekkel megalapította a Dolgozók Nők Clubját, az első magyar női klubot, amelynek elnökévé választották. A Club kezdetben az Andrássy út 21. szám alatt működött, majd több nőegyesülettel közösen a Horánszky utca 16. alatti Emich-palota egyik hatszobás lakásába költöztek. A klub alapelvei szerint minden nő számára elérhető volt a tagság, társadalmi osztálytól, felekezeti hovatartozástól és politikai meggyőződéstől függetlenül, sőt a klub szigorúan politikamentes kívánt lenni. Magas színvonalú műsorairól, előadásairól meghívott előadóiról állandóan tudósított a sajtó.
1930-ban tagja lett a Magyar Néprajzi Társaságnak. A rendelőjét átköltöztette a Petőfi Sándor utca 2-be, a Párizsi udvar épületébe.
A második világháború után a Magyar Radikális Párthoz csatlakozott, s képviselőjelöltként is megmérettette magát.
1950 és 1960 között a budapesti Fogszabályozó Intézet főorvosaként dolgozott. Elsősorban fogszabályozással és maxillofaciális rendellenességekkel foglalkozott. Közleményei hazai és külföldi lapokban jelentek meg.
Jeles műgyűjtő, gyűjteményét – közte a több mint 300 darabos festménykollekcióját – 1968-ban a Janus Pannonius Múzeumnak ajándékozta.
A Kozma utcai izraelita temetőben nyugszik (9-11-22).